# Classe Alfa
Pour l’article homonyme, voir ALFA.
Le projet 705 « Lyra » (en russe : Лира) est une classe de sous-marins nucléaires d'attaque soviétiques des années 1965, connue en Occident sous son code OTAN de classe Alfa. Ils ont été les sous-marins les plus rapides au monde et ceux à usage militaire pouvant atteindre les plus grandes profondeurs de plongée. Seul le K-278 Komsomolets était capable d'égaler leurs performances en plongée maximale. Malgré leurs remarquables caractéristiques, ces sous-marins se révélèrent difficiles à maintenir durant leur vie opérationnelle et finalement leur utilité tactique fut vite contestée, même au niveau des instances soviétiques. Ceci limita leur rôle à un emploi presque expérimental qui prit fin au début des années 1990. De nos jours, il n'existe plus qu'un seul exemplaire, non opérationnel, de ces navires, le K-373, stocké à la base navale de Zapadnaïa Litsa, tous les autres ayant été démolis.

## Historique

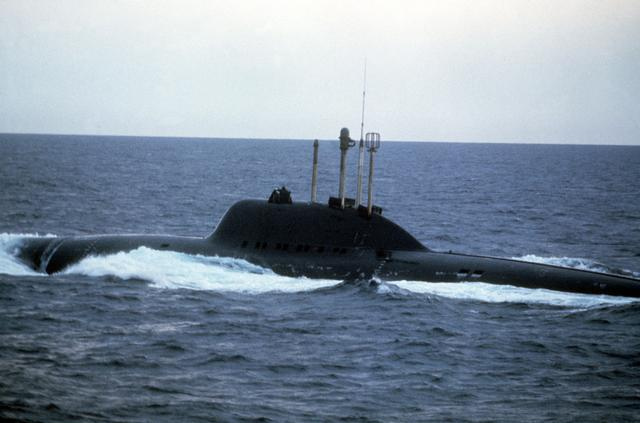
Un Alfa en surface en 1983.

Les Alfa sont nés en 1957 d'un besoin : disposer d'un sous-marin capable d'attaquer l'ensemble naval le plus puissant à ce jour, un porte-avions et son escorte. Il fallait pour cela un sous-marin extrêmement rapide, capable de rattraper un groupe aéronaval, filant à plus de 30 nœuds (56 km/h). De plus, afin d'éviter les armes utilisées contre les sous-marins à cette époque, une vitesse supérieure à 40 nœuds (74 km/h) s'avérait nécessaire.
A. B. Petrov, ingénieur en chef du bureau d'étude Malakhit, proposa alors un concept innovant pour atteindre ces performances. Pour diminuer la « surface humide » du submersible, c’est-à-dire la surface totale de l'objet en contact avec l'eau, il chercha à minimiser le volume de la coque du sous-marin, tout en soignant la ligne, pour obtenir la meilleure pénétration dans l'eau possible.
L'utilisation, pour la première fois, d'une coque interne en alliage de titane permet à la fois de rendre celle-ci compacte et légère. La propulsion serait assurée par un des tout nouveaux réacteurs nucléaires rapides à caloporteur plomb-bismuth, dont deux modèles étaient en développement, l'OK-550 par OKBM à Nijni Novgorod et le BM-40A par Hydropress, à Léningrad, capables de fournir tous les deux 155 mégawatts de puissance tout en restant très compacts.
Le navire fut conçu comme « intercepteur », incapable d'effectuer de longues croisières, il était censé rester au port ou en patrouille le long des côtes et lorsqu'une flotte ennemie était détectée, il se dirigeait alors vers elle à sa vitesse maximum. Ce type d'utilisation, combiné avec un important travail sur l'automatisation, permettrait de réduire l'équipage de façon drastique à juste seize hommes, tous officiers sauf le cuisinier, ce qui permettait outre la réduction du volume intérieur de la coque, une très grande réactivité, tout en étant dirigé depuis le centre de commande.
Le projet est trop ambitieux pour son époque et il rencontre de nombreux problèmes pratiques et techniques. Comme en 1963 il n'a toujours rien donné de concret, Petrov est limogé et déporté en Sibérie d'où il ne revient que dans le milieu des années 1970. Il est remplacé par M.G Roussanov qui reprend le travail sur des bases plus conventionnelles. La coque est allongée et la masse totale augmente de 800 tonnes. Le nombre de compartiments internes passe de trois à six et l'équipage est presque doublé, passant à trente deux hommes. La technologie des coques en alliage de titane put être expérimentée sur le K-162 dont on commença la construction le 28 décembre 1963. Il fut mis en service le 31 décembre 1969.
En 1965, la construction du prototype du projet 705, le K-377, commença au Chantier naval de l'Amirauté. Lancé en 1967, il fut mis en service en 1972 et commença ses essais, atteignant la vitesse de 41 nœuds. Mais, au cours des essais, un accident survint obligeant l'équipage à arrêter le réacteur. Cette action sur ce type de réacteur provoque la solidification du circuit primaire rendant impossible le réamorçage ou le retrait du combustible. Le bâtiment fut alors désarmé en 1974 et son compartiment moteur fut stocké. Entretemps, les priorités stratégiques de la marine soviétique avaient changé, la menace des sous-marins lanceurs de missiles stratégiques étant devenue la principale menace à contrer ; de plus l'emploi de missiles anti-navires par les sous-marins permettaient à ceux-ci d'attaquer les groupes aéronavals américains à plus grande distance, et donc de façon plus sûre. Le projet 705 fut vivement critiqué en 1973 par le secrétaire du comité central pour la défense, l'amiral Oustinov, mais une production en série fut néanmoins maintenue. Un total de six exemplaires de série du projet 705 fut construit, entre 1974 et 1983, et mis en service au sein de la Flotte du Nord.
La vie opérationnelle des unités de la classe ne fut pas sans poser de nombreux problèmes, en particulier du fait de leurs réacteurs. D'un côté, ceux-ci présentaient de nombreux avantages comme une forte puissance par rapport à leur masse et leur volume, la rapidité des variations de puissance et l'absence de pressurisation du circuit de refroidissement primaire, qui rendait peu probable une fuite de radioactivité, le métal se solidifiant très vite.
En revanche, ils présentaient un inconvénient majeur pour leur entretien : la nécessité de maintenir le fluide de refroidissement à une température supérieure à 125 °C, ce qui rendait problématique tout arrêt du réacteur pour des opérations de maintenance.

## Variantes
- Projet 705 K

## Liste des unités
| Nom   | Flotte | Mise en chantier | Lancement  | Mise en service | Fin de service                            |
| ----- | ------ | ---------------- | ---------- | --------------- | ----------------------------------------- |
| K-377 | Nord   | 1965             | 1967       | 1972            | 1974                                      |
| K-316 | Nord   |                  | 1974       | 1979            | 1993 (en cours de démantèlement)[Quand ?] |
| K-373 | Nord   |                  | 1976       | 1978            | 1993 (en réserve)                         |
| K-123 | Nord   | janvier 1975     | 26/12/1977 |                 | 1995                                      |
| K-432 | Nord   |                  | 1978       | 1982            | 1995                                      |
| K-463 | Nord   |                  | 1978       | 1982            | 1986                                      |
| K-493 | Nord   |                  | 1981       | 1983            | novembre 1997                             |

## Culture populaire
- Un sous-marin de classe Alfa apparaît dans le film À la poursuite d'Octobre rouge.
- Plusieurs sous marins Alfa sont également des éléments moteurs de l'intrigue du roman Octobre rouge de Tom Clancy. L'un d'eux, nommé le Politovsky, est notamment victime d'un grave accident de réacteur lors de la poursuite ordonnée par la marine soviétique contre l'Octobre Rouge, le sous marin classe Typhoon commandé par le capitaine dissident Marko Ramius[1].